# Недобоевцы
Недо́боевцы (укр. Недобоївці) — село в Днестровском районе Черновицкой области Украины. Административный центр Недобоевской сельской общины.
До 2020 года входило в Хотинский район
Население по переписи 2001 года составляло 3168 человек. Почтовый индекс — 60035. Телефонный код — 3731. Код КОАТУУ — 7325085601.